# Alone (Kim Petras e Nicki Minaj)
Alone è un singolo della cantante tedesca Kim Petras e della cantante trinidadiana Nicki Minaj, pubblicato nel 2023 ed estratto dal primo album in studio di Kim Petras Feed the Beast.
La canzone utilizza un campione audio tratto dal brano Better Off Alone degli Alice DeeJay del 1999.

## Tracce
1. Alone – 3:05
2. Alone (a cappella) – 3:04
3. Alone (extended) – 4:01